# Burmannia itoana
Burmannia itoana là một loài thực vật có hoa trong họ Burmanniaceae. Loài này được Makino mô tả khoa học đầu tiên năm 1913.